# Affiche Rouge (1871)
Pour les articles homonymes, voir Affiche rouge (homonymie).

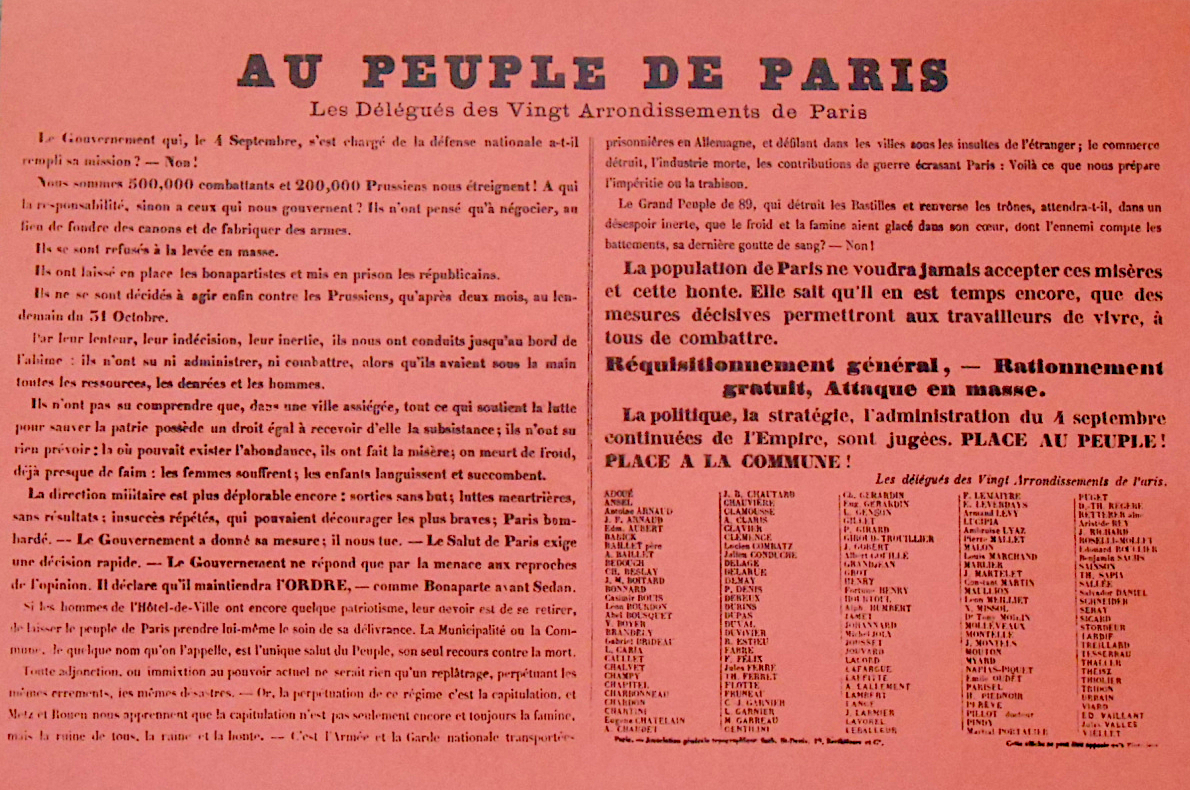

L'Affiche Rouge, est une affiche de couleur rouge placardée dans la nuit du 5 au 6 janvier 1871 sur les murs de Paris, assiégé par les Allemands depuis septembre 1870. C'est un appel à la formation de la Commune de Paris.

## Rédaction
Elle a été rédigée par Émile Leverdays, Gustave Tridon, Édouard Vaillant et Jules Vallès à la demande de la Délégation des Vingt arrondissements (nom provisoire du Comité central républicain des Vingt arrondissements). Elle porte la signature de cent quarante délégués.
Après l'échec du soulèvement du 31 octobre 1870, contre la politique du Gouvernement de la Défense nationale, les blanquistes viennent renforcer dans les clubs les internationalistes. Pendant le mois de décembre 1870, dans les clubs politiques parisiens on élit des délégués pour la Commune. Le 30 décembre, le Comité central républicain des Vingt arrondissements se réunit sur l'ordre du jour : « De la Commune révolutionnaire et des moyens pratiques pour l'installer révolutionnairement ». Le 5 janvier 1871 l'Affiche Rouge est rédigée. Placardée dans la nuit, elle est visible aux parisiens le 6 janvier 1871.

## Texte de l'Affiche
« Au peuple de Paris,
Les délégués de vingt arrondissements de Paris.
Le gouvernement qui, le 4 septembre, s'est chargé de la défense nationale a-t-il rempli sa mission ? — Non !
Nous sommes 500 000 combattants et 200 000 Prussiens nous étreignent ! À qui la responsabilité, sinon à ceux qui nous gouvernent ? Ils n'ont pensé qu'à négocier au lieu de fondre des canons et de fabriquer des armes.
Ils se sont refusés à la levée en masse.
Ils ont laissé en place les bonapartistes et mis en prison les républicains.
Ils ne se sont décidés à agir enfin contre les Prussiens qu'après deux mois, au lendemain du 31 octobre. Par leur lenteur, leur indécision, leur inertie, ils nous ont conduits jusqu'au bord de l'abîme : ils n'ont su ni administrer ni combattre, alors qu'ils avaient sous la main toutes les ressources, les denrées et les hommes.
Ils n'ont pas su comprendre que dans une ville assiégée, tout ce qui soutient la lutte pour sauver la patrie possède un droit égal à recevoir d’elle la subsistance ; ils n'ont rien su prévoir : là où pouvait exister l'abondance, ils ont fait la misère ; on meurt de froid, déjà presque de faim : les femmes souffrent, les enfants languissent et succombent. La direction militaire est plus déplorable encore : sorties sans but ; luttes meurtrières sans résultats ; insuccès répétés, qui pouvaient décourager les plus braves ; Paris bombardé. Le gouvernement a donné sa mesure : il nous tue. Le salut de Paris exige une décision rapide. Le gouvernement ne répond que par la menace aux reproches de l’opinion. Il déclare qu'il maintiendra l'ORDRE, comme Bonaparte avant Sedan.
Si les hommes de l'Hôtel de ville ont encore quelque patriotisme, leur devoir est de se retirer, de laisser le peuple de Paris prendre lui-même le soin de sa délivrance. La municipalité ou la Commune, de quelque nom qu’on appelle, est l’unique salut du peuple, son seul recours contre la mort. Toute adjonction, ou immixtion au pouvoir actuel ne serait qu’un replâtrage, perpétuant les mêmes errements, les mêmes désastres. Or la perpétuation de ce régime, c’est la capitulation, et Metz et Rouen nous apprennent que la capitulation n’est pas seulement encore et toujours la famine, mais la ruine et la honte. C'est l’armée et la Garde nationale transportées prisonnières en Allemagne, et défilant dans les villes sous les insultes de l’étranger ; le commerce détruit, l’industrie morte, les contributions de guerre écrasant Paris : voilà ce que nous prépare l’impéritie ou la trahison.
Le grand peuple de 89, qui détruit les Bastilles et renverse les trônes, attendra-t-il dans un désespoir inerte, que le froid et la famine aient glacé dans son cœur, dont l'ennemi compte les battements, sa dernière goutte de sang ? — Non ! La population de Paris ne voudra jamais accepter ces misères et cette honte. Elle sait qu’il en est temps encore, que des mesures décisives permettront aux travailleurs de vivre, à tous de combattre.
Réquisitionnement général
Rationnement gratuit
Attaque en masse
La politique, la stratégie, l'administration du 4 septembre, constituées de l'Empire, sont jugées.
Place au peuple !
Place à la Commune ! »

Il s'agit d'une déclaration de guerre au Gouvernement de la Défense nationale. Elle commence par : « Le gouvernement qui le 4 septembre, s'est chargé de la défense nationale a-t-il rempli sa mission ? — Non ! » Suivent les griefs envers le gouvernement : refus de la levée en masse, répression contre les républicains après le soulèvement du 31 octobre, incapacité de ravitailler équitablement les Parisiens, sorties militaires mal préparées et vouées à l'échec...
« Si les hommes de l’Hôtel de Ville ont encore quelque patriotisme, leur devoir est de se retirer, de laisser le peuple de Paris prendre lui-même le soin de sa délivrance [...] Place au Peuple ! Place à la Commune ! »
Un véritable programme d'action est énoncé en trois points :
- Réquisitionnement général des ressources matérielles et humaines.
- Rationnement gratuit.
- Lutte à outrance pour en finir avec le siège.

Mais le Gouvernement reste en place et le général Trochu fait placarder le même jour une affiche blanche accusant les auteurs de l'affiche rouge de calomnie.
Une tentative de soulèvement échoue le 22 janvier. L'armistice franco-allemand est signé le 29 janvier. Il faut attendre le soulèvement du 18 mars 1871 pour que l'idée de Commune puisse être appliquée.

## Signataires
Parmi les 140 signataires, dont les noms sont publiés par ordre alphabétique, la plupart sans prénom, en cinq colonnes se trouvent plusieurs futurs élus de la Commune :
- Ansel
- Antoine Arnaud
- Babick
- Ch. Beslay
- Gabriel Brideau
- Champy
- Chardon
- Eugène Châtelain
- Chauvière
- A. Claris
- Clémence
- Demay
- P. Denis
- Duval
- Th. Ferré
- Flotte
- M. Garreau
- Ch. Gérardin
- Eug. Gérardin
- Fortuné Henry
- Alph. Humbert
- Johannard
- Lucipia
- Malon
- J. Martelet
- Léo Melliet
- docteur Tony Moilin
- J. Montels
- Napias-Piquet
- Émile Oudet
- Parisel
- Pillot (docteur)
- Pindy
- Puget
- D.-Th. Régère
- Sicard
- Theisz
- Tridon
- Urbain
- Ed. Vaillant
- Jules Vallès
- Viard